# Nangchen
Nangchen Dzong, Chinees:  Nangqên Xian is een arrondissement in de Tibetaanse autonome prefectuur Yushu in de provincie Qinghai in China. De hoofdplaats is Shorda dat aan de oever van Dza-chu aan de bovenloop van de rivier Mekong ligt.
Het arrondissement is genoemd naar het koninkrijk Nangchen van de voormalige koning Nanchen Gyalpo. Het  paardenras van deze streek is het 'Nangchenpaard'.

## Geografie en klimaat
Het heeft een oppervlakte van 11.539 km² en in 1999 telde het 59.066 inwoners. De gemiddelde jaarlijkse temperatuur is 3,8 °C en jaarlijks valt er gemiddeld 527,3 mm neerslag.

## Bezienswaardigheden
In het arrondissement liggen de archeologische plaatsen van de mausoleumstoepa van de dertig generaals van koning Gesar en het Tana-klooster.

## Infrastructuur
De nationale weg G214 loopt door het arrondissement.